# Talkhatra
Talkhatra (tiếng Ả Rập: تلخطرة) là một ngôi làng Syria nằm ở Abu al-Duhur Nahiyah ở huyện Idlib, Idlib. Theo Cục Thống kê Trung ương Syria (CBS), Talkhatra có dân số 749 trong cuộc điều tra dân số năm 2004.